# Georg Hilmar
Georg Hilmar o Hillmar (1876 – abans de 1936) va ser un gimnasta alemany que va prendre part en els Jocs Olímpics de 1896, a Atenes. Poc se sap de la seva vida i es creu que el 1936 ja devia haver mort, ja que no va ser present als Jocs Olímpics de 1936 a Berlín en què es van honrar tots els campions olímpics alemanys.
Hilmar va anar a Atenes en el darrer moment com a substitut del lesionat Richard Gadebusch. En les proves individuals va tenir poc èxit, puix va competir en barra fixa, barres paral·leles, cavall amb arcs i salt sobre cavall sense que en cap d'elles quedés entre els medallistes.
Amb tot, va guanyar dues medalles d'or formant part de l'equip alemany en les dues proves per equips, les barres paral·leles i la barra fixa.